# Danny Watts
Danny Watts (ur. 31 grudnia 1979 w Aylesbury, Buckinghamshire) – brytyjski kierowca wyścigowy.

## Kariera

### Początki
Danny karierę rozpoczął w roku 1993 od startów w kartingu. Pięć lat później Watts zadebiutował w serii wyścigów samochodów jednomiejscowych – Brytyjskiej Formule First. Już w pierwszym podejściu sięgnął w niej po tytuł mistrzowski. Pod koniec sezonu został trzecim zawodnikiem Formuły Palmer Audi. W głównej edycji wystąpił w kilku wyścigach, a dzięki kilku punktom, zmagania zakończył na 22. miejscu.

### Formuła Renault
W sezonie 2000 Danny awansował do Brytyjskiej Formuły Renault. W pierwszym roku startów rywalizację w niej ukończył na 10. pozycji. Wystąpił także w kilku wyścigach europejskiego cyklu, a zdobyte punty uplasowały go na 16. lokacie.
W drugim roku startów Watts należał do czołówki serii. Ostatecznie zmagania zakończył na 3. miejscu. W 2002 roku wreszcie sięgnął po tytuł mistrzowski, a oprócz regularnych startów, zaliczył również gościnny występ Pucharze Europy tego serialu. Nie osiągnął jednak zadowalających rezultatów.

### Formuła 3
W debiutanckim sezonie Brytyjskiej Formuły 3 Danny pięciokrotnie stanął na podium, a podczas jednego z wyścigów na torze Castle Comb, okazał się najlepszy. Watts trzykrotnie sięgnął również po pole position, a w końcowej klasyfikacji uplasował się na 5. miejscu.
W drugim roku startów Brytyjczyk uzyskał niewiele większą liczbę punktów. Najlepszą eliminacją ponownie okazała się ta na Castle Comb, jednak tym razem Danny zwyciężył w pierwszym wyścigu (startował z pierwszej lokaty). W całym sezonie czterokrotnie meldował się w czołowej trójce, a w ogólnej punktacji znalazł się na 6. pozycji. W tym samym sezonie Danny wystartował także w kilku wyścigach japońskiej edycji tej serii. Zdobyte punkty uplasowały go na 15. lokacie.
W 2005 roku Watts wziął udział w jednej rundzie, na ulubionym torze w Castle Comb. Tym razem zmagania ukończył na piątej oraz drugiej lokacie, a dzięki zdobytym punktom rywalizację ukończył na 13. miejscu.

### Formuła Renault 3.5
W sezonie 2005 Danny zadebiutował w Formule Renault 3.5. W zespole Eurointernational zastąpił w ostatniej rundzie Brazylijczyka Fabio Carbone. Na torze Monza nie zdobył jednak punktów, będąc sklasyfikowanym w drugiej dziesiątce klasyfikacji.

### Porsche Carrera i Supercup
Po raz pierwszy w brytyjskiej edycji Pucharu Porsche Carrera pojawił się w 2002 roku. Wówczas nie osiągnął zadowalających rezultatów. W 2006 roku wystartował jednak w pełnym sezonie, w którym należał do czołówki. Ostatecznie rywalizację ukończył na 3. miejscu. W tym samym roku zaliczył również sześć wyścigów w Pucharze Porsche Supercup, jednakże bez sukcesu. Trzy lata później Brytyjczyk wystartował w pełnym sezonie. Największym sukcesem Brytyjczyka było zwycięstwo na torze Silverstone Circuit. Zdobyte punkty uplasowały go na 9. pozycji.

### A1 Grand Prix
Na przełomie sezonów 2008 i 2009, Danny wziął udział w trzech rundach zimowej serii A1 Grand Prix. Reprezentując narodową stajnię własnego kraju, Watts trzykrotnie zdobył punkty, a podczas debiutanckiej dla niego rundy, na torze w Szanghaju, dwukrotnie znalazł się na najniższym stopniu podium (w drugim starcie startował z pole position). Swoją postawą znacząco przyczynił się do zajęcia przez jego ekipę 10. miejsca w końcowej klasyfikacji.

### Wyścigi długodystansowe
Od 2007 roku Watts startuje w wyścigach samochodów długodystansowych. W debiutanckim sezonie startował w kategorii GT2 serii Le Mans, a także LMP2 serialu American Le Mans Series. Zdobyte w nich punkty sklasyfikowały go odpowiednio na 19. i 16. lokacie. W kolejnych dwóch latach Brytyjczyk angażował się w kategorię LMP1, w amerykańskim oraz europejskim cyklu. Ostatecznie zmagania w nich zakończył na 14. i 16. miejscu.
Sezon 2010 był dla niego mistrzowski. Wraz ze swoimi partnerami z kategorii LMP2 – Jonnym Kane’em oraz Nickiem Leventisem – zwyciężył w trzech z pięciu rozegranych wyścigów.
Od sezonu 2007 startuje także w 24-godzinnym wyścigu Le Mans. W 2010 roku potwierdził wraz ze swoją ekipą dominację w kategorii LMP2, zwyciężając w całym wyścigu.

## Życie prywatne
W lutym 2017 roku ujawnił, że jest homoseksualistą.

## Wyniki w Formule Renault 3.5
| Legenda oznaczeń w tabelach wyników Wyświetl szablon na nowej stronie | Legenda oznaczeń w tabelach wyników Wyświetl szablon na nowej stronie                                                                     |
| Oznaczenie                                                            | Wyjaśnienie |
| --------------------------------------------------------------------- | --- |
| Złoty                                                                 | Zwycięzca lub mistrzostwo |
| Srebrny                                                               | 2. miejsce lub wicemistrzostwo |
| Brązowy                                                               | 3. miejsce lub II wicemistrzostwo |
| Zielony                                                               | Ukończył, punktował (w klasyfikacji generalnej, gdy zdobył co najmniej jeden punkt na przestrzeni sezonu, poza trzema powyższymi opcjami) |
| Niebieski                                                             | Ukończył, nie punktował (w klasyfikacji generalnej, gdy nie zdobył co najmniej jednego punktu na przestrzeni sezonu)                      |
| Czerwony                                                              | Nie zakwalifikował się (NZ) |
| Czerwony                                                              | Nie prekwalifikował się (NPK) |
| Różowy                                                                | Nie ukończył (NU) |
| Różowy                                                                | Niesklasyfikowany (NS) (w klasyfikacji generalnej, gdy nie został sklasyfikowany w żadnym wyścigu sezonu)                                 |
| Czarny                                                                | Zdyskwalifikowany (DK) |
| Czarny                                                                | Wykluczony (WYK/EX) |
| Biały                                                                 | Nie wystartował (NW) |
| Biały                                                                 | Kontuzjowany (K/INJ) |
| Biały                                                                 | Wyścig odwołany (OD/C) |
| Bez koloru                                                            | Został wycofany (WYC/WD) |
| Bez koloru                                                            | Nie przybył (NP/DNA) |
| Bez koloru                                                            | Nie brał udziału w treningach (NT/DNP) |
| Bez koloru                                                            | Nie został zgłoszony (–) |
| Pogrubienie                                                           | Start z pole position |
| Kursywa                                                               | Najszybsze okrążenie wyścigu |
| †                                                                     | Nie ukończył, ale jego rezultat został zaliczony ze względu na przejechanie więcej niż 90% dystansu wyścigu.                              |
| *                                                                     | Sezon w trakcie |
| 1/2/3                                                                 | Punktowana pozycja w sprincie |
| Lista systemów punktacji Formuły 1                                    | |

| Rok  | Zespół            | Wyniki w poszczególnych eliminacjach | Wyniki w poszczególnych eliminacjach | Wyniki w poszczególnych eliminacjach | Wyniki w poszczególnych eliminacjach | Wyniki w poszczególnych eliminacjach | Wyniki w poszczególnych eliminacjach | Wyniki w poszczególnych eliminacjach | Wyniki w poszczególnych eliminacjach | Wyniki w poszczególnych eliminacjach | Wyniki w poszczególnych eliminacjach | Wyniki w poszczególnych eliminacjach | Wyniki w poszczególnych eliminacjach | Wyniki w poszczególnych eliminacjach | Wyniki w poszczególnych eliminacjach | Wyniki w poszczególnych eliminacjach | Wyniki w poszczególnych eliminacjach | Wyniki w poszczególnych eliminacjach | Punkty | Pozycja |
| ---- | ----------------- | ------------------------------------ | ------------------------------------ | ------------------------------------ | ------------------------------------ | ------------------------------------ | ------------------------------------ | ------------------------------------ | ------------------------------------ | ------------------------------------ | ------------------------------------ | ------------------------------------ | ------------------------------------ | ------------------------------------ | ------------------------------------ | ------------------------------------ | ------------------------------------ | ------------------------------------ | ------ | ------- |
| 2005 | EuroInternational | BEL                                  | BEL                                  | MON                                  | VAL                                  | VAL                                  | FRA                                  | FRA                                  | BIL                                  | BIL                                  | DEU                                  | DEU                                  | GBR                                  | GBR                                  | PRT                                  | PRT                                  | ITA                                  | ITA                                  | 0      | 32      |
| 2005 | EuroInternational | –                                    | –                                    | –                                    | –                                    | –                                    | –                                    | –                                    | –                                    | –                                    | –                                    | –                                    | –                                    | –                                    | –                                    | –                                    | 13                                   | 15                                   | 0      | 32      |